# Erateina morena
Erateina morena là một loài bướm đêm trong họ Geometridae.